# Costaconvexa simplex
Costaconvexa simplex är en fjärilsart som beskrevs av Louis Beethoven Prout. Costaconvexa simplex ingår i släktet Costaconvexa och familjen mätare. Inga underarter finns listade i Catalogue of Life.